# Dinamo Moskwa w sezonie 1923
Klub Dinamo Moskwa został oficjalnie założony 18 kwietnia 1923. Drużynę piłkarską sformował Fiodor Czułkow, oficer GPU, grający już wcześniej w piłkę w drużynie KFS. Swój pierwszy mecz Dinamowcy rozegrali w czerwcu, przegrywając na wyjeździe z Priesnią 2–3.

## Skład
| Nr | Poz. | Piłkarz                 |
| -- | ---- | ----------------------- |
|    | BR   | Fiodor Czułkow          |
|    | OB   | Aleksandr Pietrow       |
|    | OB   | Nikołaj Ignatow         |
|    | OB   | Siergiej Dmitriew-Morro |
|    | OB   | Iwan Owieczkin          |
|    | PO   | Siergiej Niewierow      |
|    | PO   | Siergiej Szumieł        |

| Nr | Poz. | Piłkarz             |
| -- | ---- | ------------------- |
|    | PO   | Piotr Owieczkin     |
|    | PO   | Aleksandr Tjagunow  |
|    | NA   | Nikołaj Troicki     |
|    | NA   | Konstantin Wasiliew |
|    | NA   | Michaił Dienisow    |
|    | NA   | Wasilij Żytariew    |
|    | NA   | Boris Titow         |

## Mecze
| 17 czerwca 1923 | Krasnaja Priesnia Moskwa              | 3:2 | Dinamo Moskwa              |                                                               |
|                 | Kanunnikow 28' · Isakow 36', 82' (k.) |     | 11' Żytariew · 68' Troicki | Stadion „Krasnyj”, Moskwa Widzów: ~ 3 000 Sędzia: K. Kwasznin |

| 12 sierpnia 1923 | AKS Moskwa     | 1:1 | Dinamo Moskwa |                                    |
|                  | Cieplenkow 55' |     | 30' Dienisow  | Stadion AKS-u Sędzia: W. Prokofjew |

| 19 sierpnia 1923 | Jacht-Klub Rajkomwoda       | 3:1 | Dinamo Moskwa |   |
|                  | Sielin 6', 58' · Chołyn 33' |     | 65' Dienisow  | ? |

| 26 sierpnia 1923 | Mamontowskij Krużok Sporta | 0:4 | Dinamo Moskwa                                  |                             |
|                  |                            |     | 30', 65' Żytariew · 71' Szumieł · 80' B. Titow | Stadion ZKS Widzów: ~ 2 000 |

| 16 września 1923 | Dinamo Moskwa | 1:2 | AKS Moskwa                    |                                                           |
|                  | Troicki 53'   |     | 25' Cieplenkow · 70' Szustrow | Stadion „Dinamo”, Moskwa Widzów: ~ 3 000 Sędzia: P. Bozow |

| 23 września 1923 | Dinamo Moskwa | 1:4 | Jacht-Klub Rajkomwoda                                    |                                                                 |
|                  | Żytariew 70'  |     | 15' Suszkow · 41' Buchtiejew · 60' Selin · 79' Grigoriew | Stadion „Dinamo”, Moskwa Widzów: ~ 3 000 Sędzia: I. Sawostianow |

| 1 października 1923 | Dinamo Moskwa | 13:0 | Mamontowskij Krużok Sporta |                                          |
|                     | Troicki 8', 12', 21', 30', 55', 60' · B. Titow 35', 40', 65' · Żytariew 48', 68' · P. Owieczkin 71' · Szumieł 85' |      |                            | Stadion „Dinamo”, Moskwa Widzów: ~ 2 000 |

| 28 października 1923 | Dinamo Moskwa               | 2:0 | Dinamo Piotrogród |                                                                 |
|                      | Dienisow 15' · B. Titow 65' |     |                   | Stadion „Dinamo”, Moskwa Widzów: ~ 1 000 Sędzia: I. Sawostianow |